# San Giovanni in Galdo
San Giovanni in Galdo è un comune italiano di 489 abitanti della provincia di Campobasso in Molise.

## Storia

### Storia antica e medievale
Il centro abitato di San Giovanni in Galdo sorge su una balza di roccia arenaria in un contesto ambientale caratterizzato dal sistema collinare diffuso nel Molise centrale. Il primitivo insediamento, quindi, si costituì su un controcrinale secondario lungo un percorso di cresta che ancora caratterizza e conforma la struttura morfologica urbana. La vicinanza alle percorrenze tratturali, ed in particolare al tratturo Lucera Castel di Sangro, favorì lo sviluppo e la crescita del primitivo insediamento, ma soprattutto consentì, in epoca italica, la realizzazione di un tempietto di cui ancora sono evidenti le tracce. Il centro storico si caratterizza, essenzialmente, per l'antico borgo, morfologicamente strutturato con un'organizzazione ad avvolgimento, mentre la parte più recente, che si è sviluppata lungo la linea di cresta, presenta una conformazione a resca di pesce. L'antico borgo, accresciutosi intorno alla chiesa di San Giovanni Battista, di cui sono rimaste alcune parti delle mura perimetrali, incorporate nella nuova struttura della casa municipale, si presenta con una struttura molto compatta dalla quale è ancora possibile intravedere tracce delle antiche mura, inglobate nel tessuto edilizio realizzatosi nelle epoche successive.
I i numerosi terremoti succedutisi nelle varie epoche, e soprattutto quello del 1456, hanno, di fatto, portato a profonde alterazioni e modificazioni degli antichi assetti distruggendo testimonianze architettoniche ed edilizie. Della antica fortificazione è possibile rintracciare pezzi di mura, grotte ipogee, e tracce di antiche porte, in particolare la Porta Centrale, la Porta Occasum e la Porta Alba. La presenza di una forra nella zona a nord, costituiva di per sé‚ un baluardo naturale e quindi un elemento di sicurezza. Questa antica e primitiva parte del centro antico è denominata "Morrutto", derivazione del toponimo "muro rotto". All'interno del borgo antico, oltre alla chiesa di San Giovanni Battista sono ancora evidenti l'antico palazzo abbaziale (Palazzo Ruffo) e un tessuto edilizio minuto caratteristico di molti centri storici molisani. Le prime tracce di un insediamento nel territorio di San Giovanni in Galdo si possono fare risalire al II secolo a.C. quando fu costruito sul Colle Rimontato, nei pressi dell'attuale centro abitato, un tempietto italico di cui è ancora possibile individuare i resti. Questo tempietto, luogo delle funzioni religiose per le tribù dei Sanniti Pentri, occupava un'area di circa ottocento metri quadrati e sorgeva su un alto stilobate.
I resti testimoniano che il tempio aveva una forma quadrata ed era fiancheggiato da portici divisi da un podio con quattro colonne di ordine dorico. Dall'antico splendore degli insediamenti italici fino all'epoca longobarda non risultano tracce di particolare significato nell'insediamento di San Giovanni in Galdo; solo tra il novecento e l'anno mille, con l'occupazione dei suoli nelle parti di territorio più alte, si comincia a conformare il borgo intorno all'antica chiesa di San Giovanni Battista e al castello. Nel corso dell'undicesimo secolo si ha testimonianza di una definizione di San Giovanni in Galdo come castrum e quindi insediamento fortificato. Nei due secoli successivi, fino alla comparsa degli Svevi, si evidenzia uno sviluppo dell'insediamento più indirizzato agli aspetti economici e sociali che non a quelli fisici. Nel quattordicesimo secolo si ha certamente un fervore costruttivo che porta alla realizzazione, tra l'altro, del pulpito della chiesa di San Germano a testimonianza che il piccolo centro cominciava anche ad essere interessato da presenze di artigiani che certamente arricchivano di opere preziose gli edifici ed i monumenti del borgo. Le condizioni geologiche del sito, certamente non molto favorevoli per un insediamento, e la frequenza di eventi calamitosi quali i terremoti, comportarono alterazioni che diventarono molto profonde, quando, nella metà del quindicesimo secolo, una grande frana divise il paese in due inghiottendone una parte e ritagliando, così, la zona del "Morrutto". Tra il cinquecento ed il seicento il comune mantenne quasi costante la sua popolazione che si attestò intorno ai mille abitanti.

### Storia moderna
Nel corso del XVIII secolo un altro terremoto, oltremodo devastante, creò l'occasione per una ricostruzione che, attuata da classi sociali anche più evolute, consentì numerose modificazioni ed anche la costruzione di manufatti di più chiara e pregiata fattura; si innalzarono nuove mura, ma si recuperò e ricostruì buona parte del centro abitato, ricostituendo, così, una identità migliore e più moderna. La stessa presenza di ordini e di potestà ecclesiastiche favorì il processo di ricostruzione e di costruzione che vide interessate anche famiglie nobili del patriziato romano, i cui stemmi adornano ancora oggi le chiese e i palazzi. Nel corso dell'Ottocento con l'avvento dell'amministrazione francese nel regno di Napoli, cominciarono ad affermarsi anche nuove forme di controllo e partecipazione dell'amministrazione centrale ai bisogni ed alle necessità delle popolazioni, e iniziò ad affermarsi un nuovo modo di concepire l'appartenenza alla comunità e quindi alla urbanità, intesa nel senso fisico di costruzione di un ambiente migliore attraverso la realizzazione di edifici ben organizzati e rappresentativi della vita collettiva.

### Simboli
Lo stemma è uno scudo troncato di argento e di azzurro, all'agnello crucifero, seduto su di un libro chiuso d'oro; avvolta attorno all'asta della croce una lista reca la scritta Ecce Agnus Dei.
Il gonfalone è costituito da un drappo di azzurro.

### Santuario italico sannita

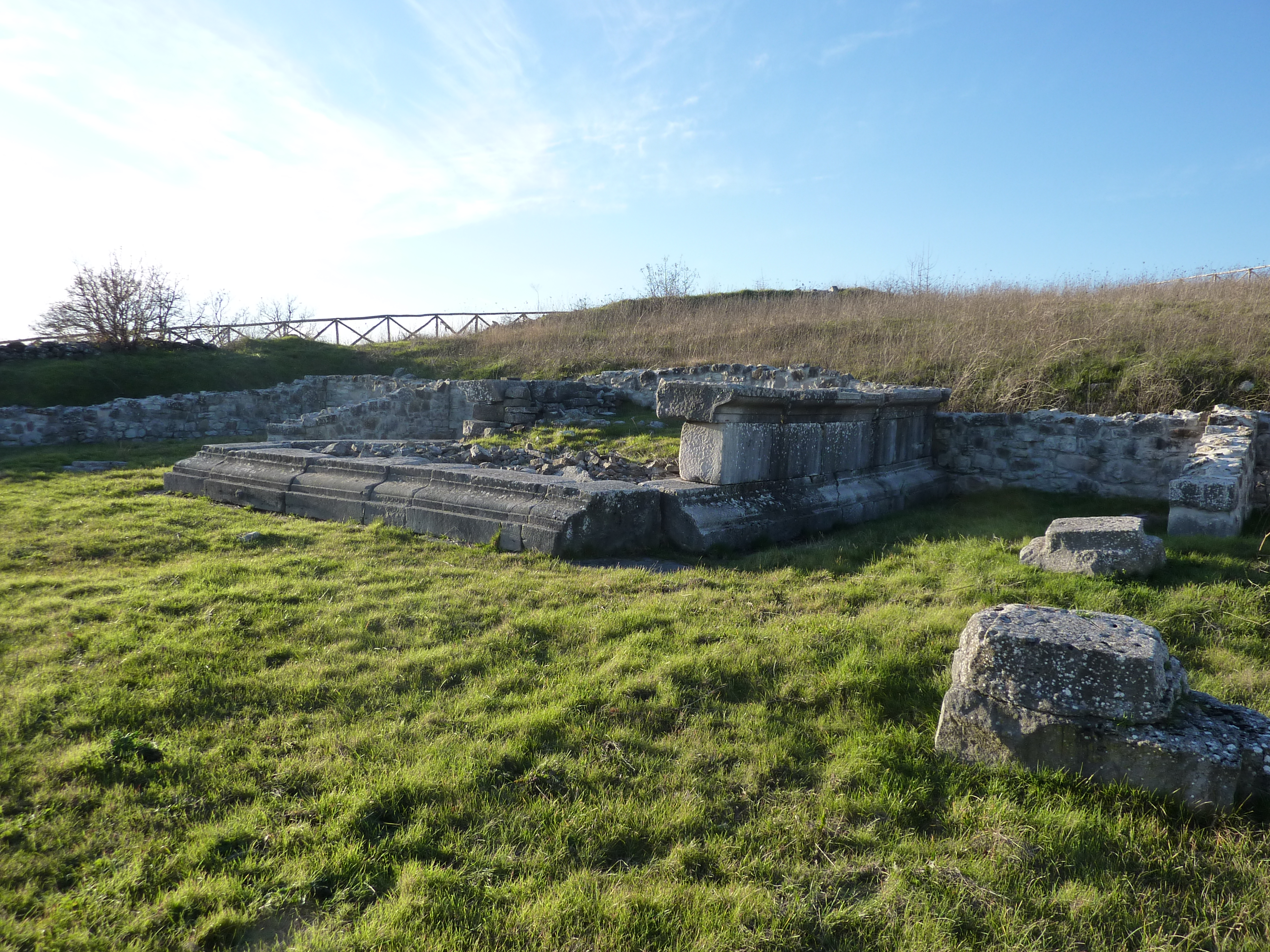
San Giovanni in Galdo: Tempio Italico

## Monumenti e luoghi d'interesse

### Chiesa di San Giovanni Battista
La chiesa fu costruita nel XIV secolo probabilmente, e si compone di una pianta a tre navate, con muratura in pietra, e facciata con rosone. Il campanile è una torre con arco urbico a tutto sesto alla base.
La chiesa è anche intitolata a san Germano, e all'interno si trovano bassorilievi di Sant'Agostino, san Germano e san Giovanni.

## Società

### Evoluzione demografica
Abitanti censiti

## Amministrazione
Di seguito è presentata una tabella relativa alle amministrazioni che si sono succedute in questo comune.
| Periodo           | Periodo         | Primo cittadino            | Partito                           | Carica  | Note  |
| ----------------- | --------------- | -------------------------- | --------------------------------- | ------- | ----- |
| 12 giugno 1985    | 18 giugno 1990  | Giancarlo Del Vecchio      | Democrazia Cristiana              | Sindaco | [ 6 ] |
| 18 giugno 1990    | 24 aprile 1995  | Giancarlo Del Vecchio      | Democrazia Cristiana              | Sindaco | [ 6 ] |
| 24 aprile 1995    | 14 giugno 1999  | Lucia Angela Daniele       | Partito Popolare Italiano         | Sindaco | [ 6 ] |
| 14 giugno 1999    | 14 giugno 2004  | Lucia Angela Daniele       | lista civica                      | Sindaco | [ 6 ] |
| 14 giugno 2004    | 8 giugno 2009   | Eugenio Salvatore Fiorilli | lista civica                      | Sindaco | [ 6 ] |
| 1º agosto 2009    | 29 gennaio 2010 | Eugenio Salvatore Fiorilli | lista civica                      | Sindaco | [ 6 ] |
| 27 settembre 2010 | 26 maggio 2014  | Mario Piunno               |                                   | Sindaco | [ 6 ] |
| 26 maggio 2014    | 27 maggio 2019  | Mario Piunno               | lista civica Uniti per migliorare | Sindaco | [ 6 ] |
| 27 maggio 2019    | 9 giugno 2024   | Domenico Credico           | lista civica Bene comune          | Sindaco | [ 6 ] |
| 9 giugno 2024     | in carica       | Domenico Credico           | lista civica Bene comune          | Sindaco | [ 6 ] |